# کریستین ناسوتی
کریستین ناسوتی (انگلیسی: Cristian Nasuti؛ زادهٔ ۶ سپتامبر ۱۹۸۲) بازیکن فوتبال اهل آرژانتین است.
از باشگاه‌هایی که در آن بازی کرده‌است می‌توان به باشگاه فوتبال ریور پلاته، باشگاه فوتبال بانفیلد، باشگاه فوتبال آ. ا. ک آتن، باشگاه فوتبال ولز سارسفیلد، باشگاه فوتبال آریس سالونیک، باشگاه فوتبال لیبرتاد، و باشگاه ورزشی دیپورتیوو کالی اشاره کرد.